# Plectronocerida
Plectronocerida é uma ordem de moluscos cefalópodes extintos, pertencentes à subclasse Nautiloidea, conhecidos do Cambriano Superior da China. São considerados os primeiros nautiloides, progenitores de todas as formas subsequentes. 